# Окбутаев, Химмат Кучкарович
Химмат Кучкарович Окбутаев (узб. Himmat Kuchkarovich Okbutaev; род. 1 февраля 1962, Ургутский район, Самаркандская область, Узбекская ССР, СССР) — узбекский правовед и государственный деятель. С 23 декабря 2016 по июнь 2017 года занимал должность хокима Самаркандской области.

## Биография
В 1988—1991 годах работал правоведом в коллективном хозяйстве Ургутского района. В дальнейшем занимал разные должности в прокуратуре Навоийский области, а также Генеральной прокуратуре Республики Узбекистан.
В 2006—2016 годах был хокимом Ургутского района.
С марта 2016 года занимал должность первого заместителя хокима Самаркандской области. С 23 декабря 2016 по июнь 2017 года работал хокимом Самаркандской области.
С 14 января 2020 года хоким Кошрабатского района Самаркандской области.